# Djalmabatista pulchra
Djalmabatista pulchra är en tvåvingeart som först beskrevs av Oskar Augustus Johannsen 1908.  Djalmabatista pulchra ingår i släktet Djalmabatista och familjen fjädermyggor. Inga underarter finns listade i Catalogue of Life.